# Specialized
Specialized Bicycle Components, bardziej znany jako Specialized – amerykański producent rowerów i akcesoriów rowerowych z siedzibą w Morgan Hill w Kalifornii. Firmę założył Mike Sinyard w 1974. Obecnie jest to jeden z największych producentów rowerów, obok Trek Bicycle Corporation i tajwańskiego Giant Manufacturing.
W 1981 Specialized jako pierwsza na świecie zainicjowała na dużą skalę produkcję rowerów górskich, których pierwszy model nazwała Stumpjumper. W ostatnich latach wielu zawodników używa rowerów marki Specialized w północnoamerykańskich i europejskich wyścigach kolarskich. W 2010 firma była dostawcą specjalistycznych rowerów dla Team Saxo Bank i Team Astana w UCI ProTour oraz Team HTC-Columbia Sigma Sport-Specialized. Między innymi jeździł na nich Alberto Contador oraz trzykrotny mistrz świata w zjeździe w dół Sam Hill. W 2014 roku w Ponferradzie Michał Kwiatkowski na rowerze marki Specialized zdobył Mistrzostwo Świata w kolarstwie szosowym ze startu wspólnego.
Obecnie na rowerach marki Specialized w zawodowych wyścigach poruszają się zawodnicy zespołów m.in. Bora Hansgrohe, Quick-Step Alpha Vinyl Team oraz Total Direct Énergie (kilku kolarzy przeniosło się po upadku Tinkoff właśnie do Bora Hansgrohe np. Rafał Majka, Peter Sagan) oraz Quick-Step Floors. 
Peter Sagan, który jeździ obecnie na rowerach tej marki, jest trzykrotnym zwycięzcą z rzędu mistrzostw świata w kolarstwie szosowym (2015, 2016, 2017).